# عصيان ذكي
يحدث العصيان الذكي عندما يقوم حيوان الخدمة المدرب على مساعدة شخص معاق بالتعارض مع تعليمات المالك في محاولة لاتخاذ قرار أفضل.  يعتبر هذا السلوك جزء من تدريب الكلب وهو أساسي لنجاح حيوان الخدمة في الوظيفة.  أصبح مفهوم العصيان الذكي قيد الاستخدام وجزءًا شائعًا من تدريب حيوانات الخدمة منذ عام 1936 على الأقل. 

## أمثلة
عندما يرغب شخص كفيف في عبور الشارع ويقوم بإصدار تعليمات لكلب المساعدة للقيام بذلك، يجب أن يرفض الكلب التحرك عندما يؤدي هذا الفعل إلى تعريض الشخص للخطر.  يدرك الحيوان أن هذا يتعارض مع السلوك المكتسب للاستجابة لتعليمات المالك: فبدلاً من ذلك يتخذ قرارًا بديلاً لأن الإنسان ليس في وضع يسمح له باتخاذ القرار بأمان.  الكلب في هذه الحالة لديه القدرة على فهم أنه يقوم بمثل هذا الإجراء من أجل سلامة الشخص. 
وفي مثال آخر يجب على الشخص الكفيف أن يتواصل مع الحيوان بطريقة تُمَكّن الحيوان من إدراك أن الشخص على دراية بالمحيط ويمكنه المضي قدمًا بأمان. فإذا رغب شخص كفيف في النزول على سلم فإن الحيوان المدرَّب بشكل صحيح على إظهار العصيان الذكي سيرفض التحرك ما لم يصدر الشخص كلمة أو أمرًا رمزيًا محددًا يُعلم الحيوان أن الشخص يدرك أنه على وشك النزول من السلم.  سيكون هذا الأمر خاصًا بالسلالم ولن ينسبه الحيوان إلى النزول عن الرصيف أو الصعود إلى الرصيف أو المنحدر. وفي ظروف مماثلة إذا اعتقد الشخص أنه أمام درجة ويرغب في النزول لكنه في الواقع يقف أمام منحدر خطير (على سبيل المثال رصيف التحميل أو الجرف) سيرفض الحيوان المضي قدمًا. 

## التطبيق على المجالات الأخرى
يقترح إيرا شاليف في كتابه الصادر عام 2015، " العصيان الذكي: فعل الصواب عندما يكون الذي طُلب منك القيام به خطأ " أن العصيان الذكي له دور في مجالات مهمة أخرى. أحد الأمثلة البارزة هو إدارة موارد الطاقم (CRM) حيث يتم تشجيع طاقم الطائرة على تنبيه القبطان بأي شيء يبدو مشكوكًا فيه حول أمر ما أو تبيهه بمعلومات إضافية، وعادة ما يكون ذلك باحترام ولباقة، ولكن إذا كان الأمر عاجلاً بدرجة كافية يكون التنبيه بقوة أكبر كما تفعل كلاب التوجيه. يفتتح إيرا الكتاب بذكر كيف خطرت له الفكرة عندما كان لديه شخص يقوم بتدريب كلب توجيه في أحد فصوله. إلى جانب CRM فإن المبدأ قابل للتطبيق في كل مجال آخر تقريبًا مثل الطب والهندسة والأعمال التجارية.
للعصيان الذكي دوره أيضًا في تعليم حقوق الطفل حيث يقدم أدوات تساعد في الحفاظ على الأطفال في مأمن من المواقف المؤلمة عندما يسيء أولياء الأمور استخدام قواهم. إحدى هذه الأدوات هي الرمش الاستذكاري! التفكير! الخيار! الصوت!  وذلك يعمل بشكل مشابه للتقنية البسيطة للسلامة من الحرائق وهي توقف أسقط وتدحرج التي يتم تدريسها للأطفال في معظم البلدان الناطقة باللغة الإنجليزية.